# Gurtband
Als Gurt, Gurtband oder Flachseil wird ein kräftiges, bandförmiges Gewebe bezeichnet, das zum Befestigen oder Fixieren von Gegenständen oder von Lebewesen dient.
Gurte werden überwiegend aus Textilien oder aus Kunststoff hergestellt, für Sonderanwendungen auch aus Metall.
Bekannte Anwendungen sind das Rollladenband, Sicherheitsgurte in Flug- und Fahrzeugen, PVC-Gurtband und Zurrgurte zur Ladungssicherung, Uhren-Armbänder, Tragebänder für Taschen und Rucksäcke sowie das Zaumzeug von Pferden.